# James Sykes (Politiker, 1725)
James Sykes (*  1725 im New Castle County,  Delaware Colony; † 4. April 1792 in Dover, Kent County, Delaware) war ein US-amerikanischer Politiker. Im Jahr 1777 war er Delegierter für den Staat Delaware im Kontinentalkongress.

## Werdegang
James Sykes wuchs noch während der britischen Kolonialzeit auf. Nach einem Jurastudium und seiner Zulassung als Rechtsanwalt begann er in seinem neuen Beruf zu arbeiten. Im Jahr 1756 war er zudem Leutnant in der Miliz der Stadt Dover. In den 1770er Jahren schloss er sich der Amerikanischen Revolution an. Im Jahr 1776 wurde er Mitglied im Sicherheitsrat seiner Heimat. Außerdem war er im gleichen Jahr Delegierter auf der verfassungsgebenden Versammlung des zukünftigen Staates Delaware. Zwischen Februar und Dezember 1777 vertrat er seinen Staat im Kontinentalkongress. Von 1777 bis 1792 war er als Clerk of the Peace Friedensrichter. Gleichzeitig bekleidete er im Kent County das Amt des Prothonotars. Im Jahr 1787 gehörte Sykes der Versammlung an, die für den Staat Delaware die Verfassung der Vereinigten Staaten ratifizierte. Drei Jahre später, im Jahr 1790,  war er Mitglied eines Verfassungskonvents seines Staates. Hauptberuflich wurde er Richter am Berufungsgericht von Delaware (High Court of Errors and Appeals of Delaware). 
Mit seiner Frau Agnes Bell hatte James Sykes acht Kinder. Sein gleichnamiger Sohn James (1761–1822) war in den Jahren 1801 und 1802 Gouverneur von Delaware. Sein Enkel George Sykes (1822–1880) war Offizier der United States Army und General während des Amerikanischen Bürgerkriegs. James Sykes starb am 4. April 1792 in Dover in Delaware.  